# Liste des dénominations allemandes d'origine protégée
La liste des dénominations allemandes d'origine protégée énumère alphabétiquement les produits agricoles et denrées alimentaires de qualité labellisés Geschützte Ursprungsbezeichnung en abrégé (g.U), qui ont été produits, transformés et élaborés en Allemagne avec un savoir-faire reconnu et constaté selon la norme européenne : ces dénominations sont inscrites dans le registre en langue française des appellations d'origine protégée (AOP).

## Charcuterie
- Diepholzer Moorschnucke - enregistré le 21.01.1998 (viande de mouton des tourbières de Diepholz en Basse-Saxe)
- Lüneburger Heidschnucke - enregistré le 21.01.1998 (viande de jaglu, race de mouton de la Lande de Lunebourg)

## Fromages

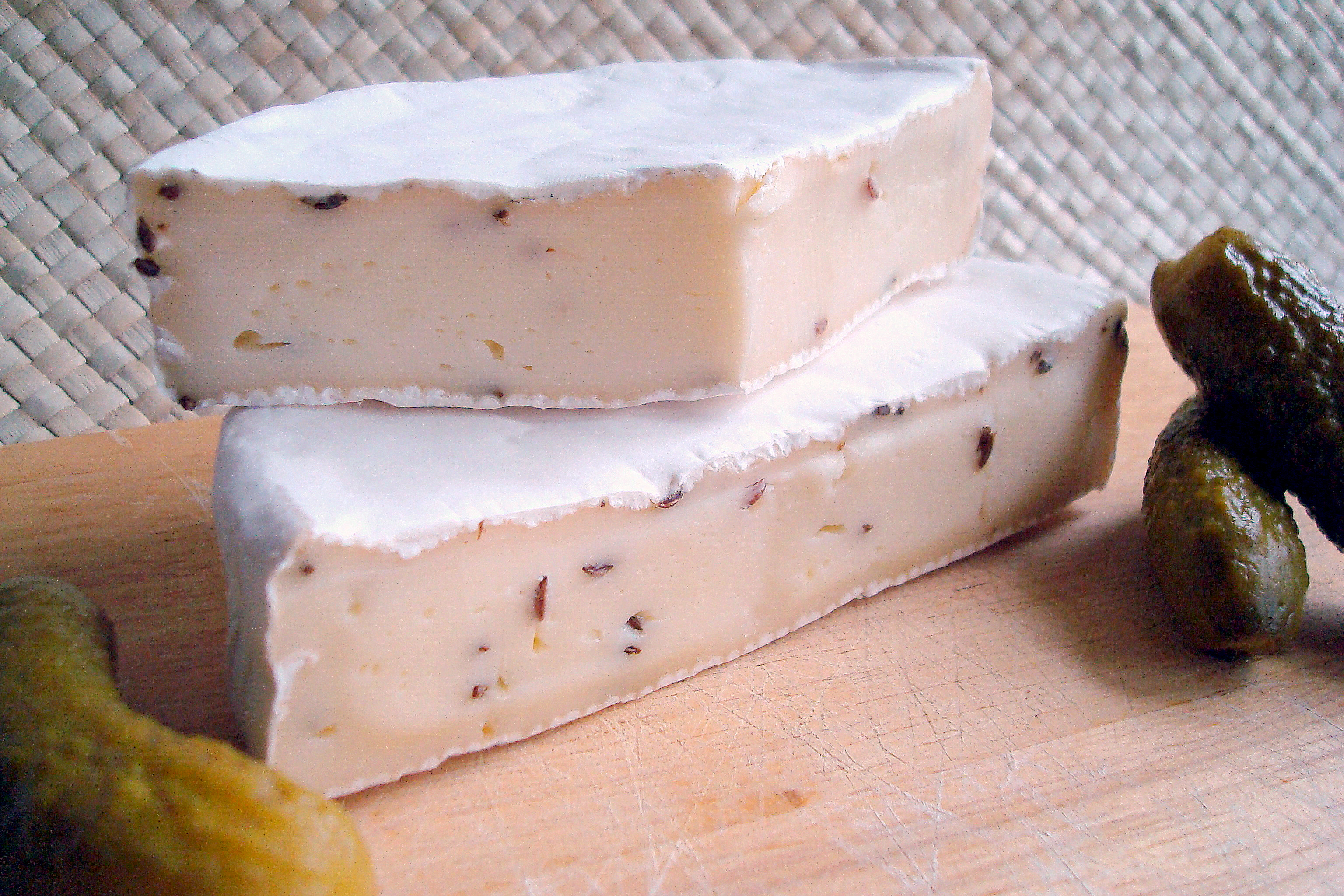
Altenburger Ziegenkäse.

- Allgäuer Bergkäse - enregistré le 24.01.1997
- Allgäuer Emmentaler - enregistré le 24.01.1997
- Altenburger ziegenkäse - enregistré le 24.01.1997
- Odenwälder Frühstückskäse (de) - enregistré le 25.11.1997

## Eaux minérales naturelles et eaux de source
En 1994, l'Allemagne a soumis un grand nombre de demandes d'enregistrement concernant des eaux minérales. En 1996, 23 sources ont reçu le label européen AOP. Aujourd'hui ce label a été interrompu et une nouvelle directive remplace les labels AOP concernant les eaux minérales .

## Sources
Base de données officielle des AOP, IGP et STG de l'Union européenne : DOOR